# Einfallsebene
Die Einfallsebene ist ein Begriff aus der Optik und der Elektrodynamik. Trifft Licht (Strahlung, allgemein elektromagnetische Wellen) auf eine Grenzfläche, so spannen Einfallsrichtung und das Lot auf die Grenzfläche die Einfallsebene auf.
Bei Reflexion des Lichts liegt der reflektierte Lichtstrahl ebenfalls in der Einfallsebene, und ebenso der gebrochene Strahl, falls  an der Grenzfläche Brechung auftritt.

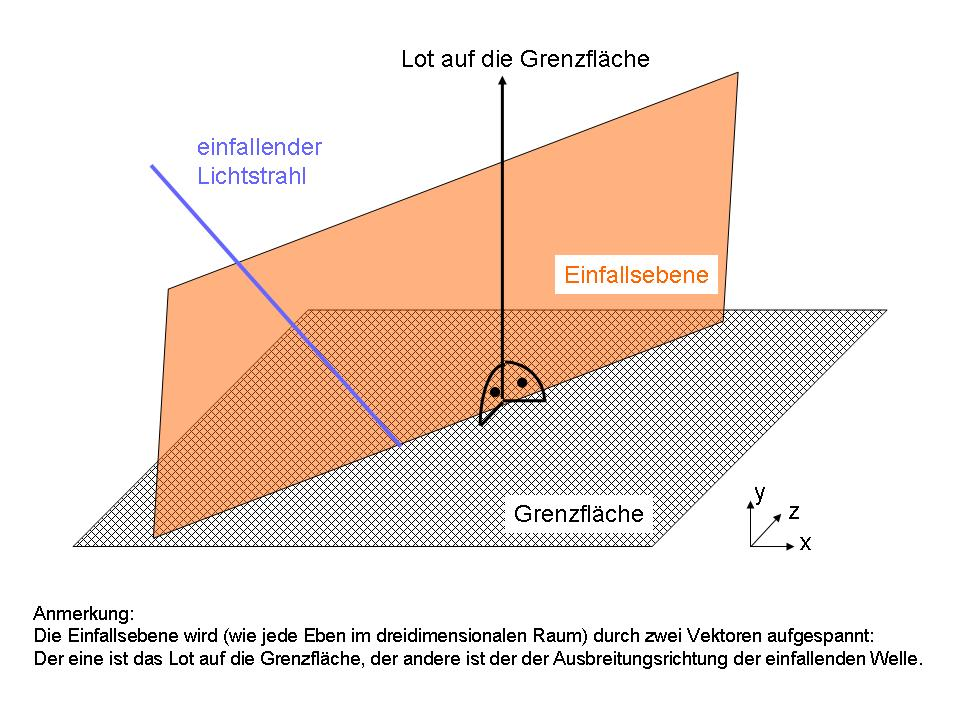
Veranschaulichung

Der Polarisationszustand des Lichts wird in der Regel bezüglich der Einfallsebene angegeben.
Bei linear polarisiertem Licht kann beispielsweise zwischen transversal elektrischem (senkrecht zur Einfallsebene polarisiertem)  und transversal magnetischem (parallel zur Einfallsebene polarisiertem) Licht unterschieden werden. Während bei erstem die Schwingungsebene des elektrischen Feldes senkrecht zur Einfallsebene liegt, ist es bei zweitem die Schwingungsebene des magnetischen Feldes. Wie bei allen elektromagnetischen Wellen stehen auch bei Licht die Schwingungsebene des elektrischen Feldes, die Schwingungsebene des magnetischen Feldes und die Ausbreitungsrichtung der Welle in jedem Punkt paarweise senkrecht aufeinander.
Abhängig von der Polarisation des Lichts bezogen auf die Einfallsebene ändern sich Brechungs- und Reflexionseigenschaften.
Für Brewster-Winkel, Fresnelsche Formeln und Ellipsometrie spielt die Polarisation bezüglich der Einfallsebene eine Rolle.